# Noé Rojas
Noé Rojas (Piura, Perú; 14 de agosto de 1950) es un exfutbolista peruano. Se desempeñó como mediocampista.

## Trayectoria
Se inició en el fútbol en su tierra natal Piura con el Club Sport Escudero, luego continuó en un grande de esa ciudad el Club Atlético Grau donde tras una buena campaña ascendió a la Primera División del Perú. Tras permanecer unos años en el fútbol de Piura, fue contratado por el Club Atlético Chalaco del Callao, jugando al lado de destacados futbolistas como Enrique Cassaretto, Julio Melendez y Ottorino Sartor entre otros. 

## Clubes
| Club                                 | País | Año       |
| ------------------------------------ | ---- | --------- |
| Club Sport Escudero                  | Perú | 1968-1969 |
| Club Atlético Grau                   | Perú | 1970-1972 |
| Club Atlético Chalaco                | Perú | 1973      |
| Club Deportivo Juventud Torre Blanca | Perú | 1974-1977 |
| Barcelona de Surquillo               | Perú | 1978      |

## Palmarés

#### Campeonatos nacionales
| Título    | Club               | País | Año  |
| --------- | ------------------ | ---- | ---- |
| Copa Perú | Club Atlético Grau | Perú | 1972 |